# Université en Azerbaïdjan

## Établissements publics

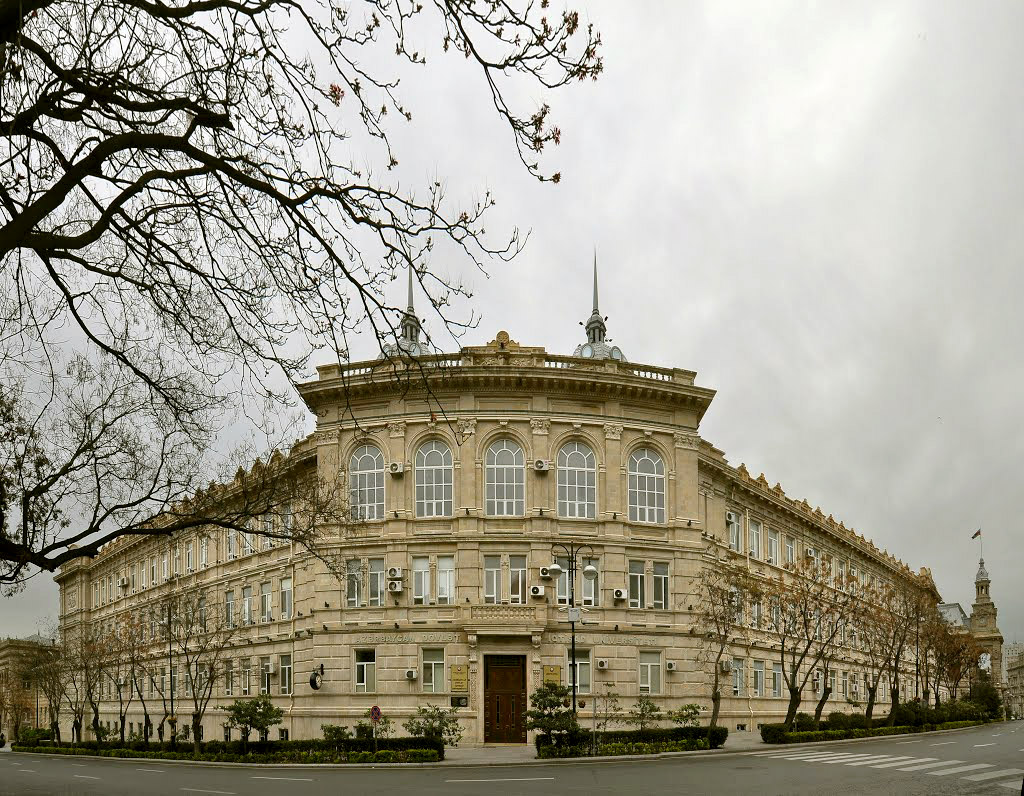
Bâtiment de l'Université économique d'État d'Azerbaïdjan, rue Istiglaliyyat.

| Université                                                             | Fondation       |
| ---------------------------------------------------------------------- | --------------- |
| Académie d'administration publique (Azerbaïdjan)                       | 3 janvier 1999  |
| Université d'architecture et de construction d'Azerbaïdjan             | 1975            |
| Université d'ADA                                                       | 6 mars 2006     |
| Université de médecine d'Azerbaïdjan                                   | 1930            |
| Université agricole d'État d'Azerbaïdjan                               | 1929            |
| Université économique d'État d'Azerbaïdjan                             | 1930            |
| Académie de marine d'Azerbaïdjan                                       | 1996            |
| Université d'État du pétrole et de l'industrie d'Azerbaïdjan           | 1920            |
| Université d'État de la Culture et des Arts d'Azerbaïdjan              | 1923            |
| Comité de l'Académie des douanes d'État de la République d'Azerbaïdjan | 24 janvier 2012 |
| Académie nationale de l'éducation physique et du sport d'Azerbaïdjan   | 1930            |
| Université d'architecture et de construction d'Azerbaïdjan             | 1975            |
| Université de gestion et de tourisme d'Azerbaïdjan                     | 2006            |
| Conservatoire national d'Azerbaïdjan                                   | 13 juin 2000    |
| Université pédagogique d'État d'Azerbaïdjan                            | 26 août 1921    |
| Université technique d'Azerbaïdjan                                     | 1950            |
| Université des langues d'Azerbaïdjan                                   | 9 octobre 1937  |
| Université d'ingénierie de Bakou                                       | 2016            |
| Académie de musique de Bakou                                           | 1920            |
| École supérieure du pétrole de Bakou                                   | 2011            |
| Académie nationale de l'aviation                                       | 1992            |
| Université slave de Bakou                                              | 1946            |
| Université d'État de Bakou                                             | 1919            |
| Institut de théologie d'Azerbaïdjan                                    | 9 février 2018  |
| Université d'État de Gandja                                            | 1938            |
| Université d'État de Lankaran                                          | 1991            |
| Université d'État de Mingatchevir                                      | 24 juillet 2015 |
| Université d'État de Nakhitchevan                                      | 1967            |
| Université d'État de Sumgayit                                          | 1961            |

## Établissements privés
| Universités                             | Fondation      |
| --------------------------------------- | -------------- |
| Université des affaires de Bakou        | 1993           |
| Université d'Azerbaïdjan                | 1991           |
| Université eurasienne de Bakou          | 30 avril 1992  |
| Université de la Caspienne occidentale  | 1991           |
| Université Khazar                       | 18 mars 1991   |
| Université de coopération d'Azerbaïdjan | 9 janvier 1992 |
| Université privée de Nakchivan          | 1999           |
| Université Odlar Yurdu                  | 1999           |
| Université Western                      | 1991           |
| Université franco-azerbaïdjanaise       | 2016           |

## Voir également
- Éducation en Azerbaïdjan
- Université Türkiye-Azerbaïdjan